# Савелли
Савелли (итал. Savelli) — коммуна в Италии, располагается в регионе Калабрия, подчиняется административному центру Кротоне.
Население составляет 1585 человек, плотность населения составляет 33 чел./км². Занимает площадь 48 км². Почтовый индекс — 88825. Телефонный код — 0984.
Покровителями коммуны почитаются святые апостолы Пётр и Павел, празднование совершается 29 июня.